# Championnat de Formule 2 2011
Navigation
2010 2012
Le Championnat FIA de Formule 2 2011 est la 3e saison de cette compétition et se déroule du 16 avril au 30 octobre 2011.

## Engagés
| N° | Pilote               | Courses   |
| -- | -------------------- | --------- |
| 2  | James Cole           | Toutes    |
| 3  | Armaan Ebrahim       | 1–6       |
| 4  | Mirko Bortolotti     | Toutes    |
| 5  | Alex Brundle         | Toutes    |
| 6  | Miki Monrás          | Toutes    |
| 8  | Plamen Kralev        | Toutes    |
| 9  | Mihai Marinescu      | Toutes    |
| 10 | Max Snegirev         | Toutes    |
| 11 | Jack Clarke          | Toutes    |
| 12 | Kelvin Snoeks        | Toutes    |
| 13 | José Luis Abadín     | 1–3, 5, 8 |
| 14 | Jolyon Palmer        | 4         |
| 15 | Ramón Piñeiro        | Toutes    |
| 16 | Mikkel Mac           | Toutes    |
| 17 | Will Bratt           | Toutes    |
| 18 | Tobias Hegewald      | Toutes    |
| 19 | Christopher Zanella  | Toutes    |
| 20 | Julian Theobald      | 1–4, 6–7  |
| 21 | Thiemo Storz         | Toutes    |
| 22 | Johannes Theobald    | 1–4, 6    |
| 23 | Jon Lancaster        | 2         |
| 24 | Tom Gladdis          | 1         |
| 25 | René Binder          | 6         |
| 26 | Luciano Bacheta      | 6–7       |
| 28 | Benjamin Lariche     | Toutes    |
| 30 | Sung-Hak Mun         | Toutes    |
| 33 | Parthiva Sureshwaren | 1, 3–8    |
| 42 | Jordan King          | 3–5       |
| 77 | Natalia Kowalska     | 1–2       |
| 88 | Fabio Gamberini      | 4         |

## Courses de la saison 2011[1]
| Manche | Manche | Circuit                       | Date        | Pole Position       | Meilleur tour       | Pilote vainqueur    |
| ------ | ------ | ----------------------------- | ----------- | ------------------- | ------------------- | ------------------- |
| 1      | 1      | Circuit de Silverstone        | 16 avril    | Mirko Bortolotti    | Mirko Bortolotti    | Mirko Bortolotti    |
| 1      | 2      | Circuit de Silverstone        | 17 avril    | Miki Monrás         | Miki Monrás         | Miki Monrás         |
| 2      | 1      | Circuit de Nevers Magny-Cours | 14 mai      | Alex Brundle        | Christopher Zanella | Christopher Zanella |
| 2      | 2      | Circuit de Nevers Magny-Cours | 15 mai      | Christopher Zanella | Miki Monrás         | Christopher Zanella |
| 3      | 1      | Circuit de Spa-Francorchamps  | 25 juin     | Ramón Piñeiro       | Ramón Piñeiro       | Will Bratt          |
| 3      | 2      | Circuit de Spa-Francorchamps  | 26 juin     | Will Bratt          | Tobias Hegewald     | Mirko Bortolotti    |
| 4      | 1      | Nürburgring                   | 2 juillet   | Mirko Bortolotti    | Mirko Bortolotti    | Mirko Bortolotti    |
| 4      | 2      | Nürburgring                   | 3 juillet   | Mirko Bortolotti    | Mirko Bortolotti    | Mirko Bortolotti    |
| 5      | 1      | Circuit de Brands Hatch       | 23 juillet  | Tobias Hegewald     | Jack Clarke         | Jack Clarke         |
| 5      | 2      | Circuit de Brands Hatch       | 24 juillet  | Mirko Bortolotti    | Ramón Piñeiro       | Ramón Piñeiro       |
| 6      | 1      | Österreichring                | 27 août     | Mirko Bortolotti    | Mirko Bortolotti    | Ramón Piñeiro       |
| 6      | 2      | Österreichring                | 28 août     | Mirko Bortolotti    | Mirko Bortolotti    | Ramón Piñeiro       |
| 7      | 1      | Autodromo Nazionale di Monza  | 1er octobre | Mihai Marinescu     | Mihai Marinescu     | Mihai Marinescu     |
| 7      | 2      | Autodromo Nazionale di Monza  | 2 octobre   | Mirko Bortolotti    | Mihai Marinescu     | Mirko Bortolotti    |
| 8      | 1      | Circuit de Catalogne          | 29 octobre  | Mirko Bortolotti    | Mirko Bortolotti    | Mirko Bortolotti    |
| 8      | 2      | Circuit de Catalogne          | 30 octobre  | Mirko Bortolotti    | Mirko Bortolotti    | Mirko Bortolotti    |

## Classement
| Classement | Pilote              | Nombre de points |
| ---------- | ------------------- | ---------------- |
| 1er        | Mirko Bortolotti    | 298              |
| 2e         | Christopher Zanella | 189              |
| 3e         | Ramón Piñeiro       | 185              |
| 4e         | Miki Monrás         | 153              |
| 5e         | Mihai Marinescu     | 138              |
| 6e         | Tobias Hegewald     | 121              |
| 7e         | Alex Brundle        | 112              |
| 8e         | Jack Clarke         | 110              |
| 9e         | Will Bratt          | 92               |
| 10e        | Kelvin Snoeks       | 40               |
| 11e        | Mikkel Mac          | 23               |
| 12e        | Thiemo Storz        | 19               |
| 13e        | Luciano Bacheta     | 18               |
| 14e        | Jordan King         | 17               |
| 15e        | Armaan Ebrahim      | 16               |
| 16e        | Benjamin Lariche    | 15               |
| 17e        | Jon Lancaster       | 14               |
| 18e        | Max Snegirev        | 14               |
| 19er       | Julian Theobald     | 8                |
| 20e        | James Cole          | 6                |
| 21e        | Johannes Theobald   | 1                |
| 22e        | José Luis Abadín    | 1                |
| 23e        | Plamen Kralev       | 1                |
| 24e        | Tom Gladdis         | 1                |